# Ievgueni Seredine
Ievgueni Alekseïevitch Seredine, né le 10 février 1958 à Voljski (RSFS de Russie) et mort le 5 avril 2006 à Saint-Pétersbourg (Russie), est un nageur soviétique, spécialiste des courses de papillon.

## Carrière
Ievgueni Seredine participe aux Jeux olympiques de 1976 à Montréal. Cinquième de la finale du 4×100 mètres 4 nages, il termine dernier de sa série de qualification du 100 mètres papillon.
Il est vice-champion olympique du 4×100 mètres 4 nages et cinquième de la finale du 100 mètres papillon aux Jeux olympiques de 1980 à Moscou.